# Campionati mondiali di canoa/kayak slalom 2014
I Campionati mondiali di canoa/kayak slalom 2014 sono stati la 36ª edizione della manifestazione. Si sono svolti a Deep Creek Lake, nel Maryland negli Stati Uniti d'America, dal 17 al 21 settembre 2014. Gli atleti hanno preso parte a 10 eventi in totale, ma solo 9 di essi sono stati premiati con medaglie. L'evento a squadre C1 femminile ha visto la partecipazione di sole 4 squadre, e poiché una gara internazionale, deve avere almeno 6 partecipanti per poter essere considerata un evento valevole di medaglia, non vi sono stati premiati.

## Medagliere
| Pos.   | Paese         | Oro | Argento | Bronzo | Totale |
| ------ | ------------- | --- | ------- | ------ | ------ |
| 1      | Francia       | 4   | 2       | 2      | 8      |
| 2      | Australia     | 2   | 0       | 0      | 2      |
| 3      | Slovacchia    | 1   | 1       | 2      | 4      |
| 4      | Slovenia      | 1   | 1       | 1      | 3      |
| 5      | Stati Uniti   | 1   | 0       | 0      | 1      |
| 6      | Rep. Ceca     | 0   | 2       | 1      | 3      |
| 6      | Gran Bretagna | 0   | 2       | 1      | 3      |
| 8      | Austria       | 0   | 1       | 0      | 1      |
| 9      | Germania      | 0   | 0       | 2      | 2      |
| Totale | Totale        | 9   | 9       | 9      | 27     |

## Podi

### Uomini
| Evento        | Oro                                                                                                   | Perform. | Argento | Perform. | Bronzo                                                                                          | Perform. |
| Canoa         | |          | |          |                                                                                                 |          |
| C-1           | Fabien Lefèvre                                                                                        | 106,82   | Benjamin Savšek                                                                                              | 108,62   | Franz Anton                                                                                     | 110,30   |
| C-1 a squadre | Slovacchia Michal Martikán Alexander Slafkovský Matej Beňuš                                           | 125,10   | Rep. Ceca Michal Jáně Vítězslav Gebas Jan Mašek                                                              | 126,09   | Slovenia Benjamin Savšek Luka Božič Anže Berčič                                                 | 127,84   |
| C-2           | Luka Božič / Sašo Taljat                                                                              | 118,43   | Pierre Picco / Hugo Biso                                                                                     | 119,60   | Ladislav Škantár / Peter Škantár                                                                | 122,78   |
| C-2 a squadre | Francia Pierre Picco / Hugo Biso Gauthier Klauss / Matthieu Péché Pierre Labarelle / Nicolas Peschier | 140,96   | Slovacchia Pavol Hochschorner / Peter Hochschorner Ladislav Škantár / Peter Škantár Tomáš Kučera / Ján Bátik | 143,13   | Rep. Ceca Ondřej Karlovský / Jakub Jáně Jonáš Kašpar / Marek Šindler Tomáš Koplík / Jakub Vrzáň | 152,51   |
| Kayak         | |          | |          |                                                                                                 |          |
| K-1           | Boris Neveu                                                                                           | 101,61   | Sébastien Combot                                                                                             | 102,34   | Mathieu Biazizzo                                                                                | 102,92   |
| K-1 a squadre | Francia Mathieu Biazizzo Sébastien Combot Boris Neveu                                                 | 112,79   | Rep. Ceca Jiří Prskavec Vavřinec Hradilek Vít Přindiš                                                        | 115,11   | Gran Bretagna Richard Hounslow Joseph Clarke Thomas Brady                                       | 123,24   |

### Donne
| Evento                                 | Oro                                                       | Perform. | Argento                                                    | Perform. | Bronzo                                                     | Perform. |
| Canoa                                  |                                                           |          |                                                            |          |                                                            |          |
| C-1                                    | Jessica Fox                                               | 132,85   | Mallory Franklin                                           | 138,78   | Oriane Rebours                                             | 139,62   |
| C-1 a squadre (medaglie non assegnate) | Rep. Ceca Kateřina Hošková Monika Jančová Martina Satková | 170,22   | Gran Bretagna Mallory Franklin Jasmine Royle Eilidh Gibson | 181,83   | Francia Caroline Loir Oriane Rebours Lucie Baudu           | 218,69   |
| Kayak                                  |                                                           |          |                                                            |          |                                                            |          |
| K-1                                    | Jessica Fox                                               | 114,01   | Fiona Pennie                                               | 114,97   | Melanie Pfeifer                                            | 120,01   |
| K-1 a squadre                          | Francia Carole Bouzidi Nouria Newman Émilie Fer           | 132,47   | Austria Corinna Kuhnle Lisa Leitner Viktoria Wolffhardt    | 139,46   | Slovacchia Elena Kaliská Jana Dukátová Kristína Nevařilová | 140,31   |